# Anca Petrescu
Mira Anca Victoria Mărculeţ Petrescu (20. března 1949 Sighișoara – 30. října 2013 Bukurešť) byla rumunská architektka a politička. Je známá zejména jako hlavní architektka Paláce Parlamentu (dříve Dům lidu) v Bukurešti, jedné z největších administrativních budov na světě. V sedmdesátých a osmdesátých letech 20. století se podílela na projektech přestavby Bukurešti, tzv. éry „systematizace“, která vedla k přestěhování tisíců obyvatel s cílem zbourat jejich staré chudé čtvrti a nahradit je moderní obytnou zástavbou. V letech 2004–2008 byla poslankyní za Stranu velkého Rumunska (PRM).

## Biografie
Anca Petrescu se narodila ve městě Sighișoara do rodiny lékaře. V roce 1973 dokončila studium architektury na univerzitě v Bukurešti a nastoupila do státního projektového ústavu.

### Palác parlametu
Přestože byla tehdy zcela neznámá architektka, Nicolai Ceausescu si v roce 1980 vybral její návrh na stavbu Domu lidu, pozdějšího Paláce parlamentu. Petrescu se stala hlavní architektkou památníku moci diktátorského vládce. Výstavba druhé největší civilní administrativní budovy na světě po Pentagonu trvala třináct let. Jako místo byl vybrán 15 metrů vysoký Arsenal Hill v jinak rovinaté Bukurešti. Když se v roce 1983 začalo stavět, převzala Petrescu zodpovědnost až za 20 000 dělníků denně. Aby bylo možné postavit palác a bulvár, který před ním vedl, byly zničeny tři historické čtvrti města a 40 000 lidí bylo vyhnáno z domovů. Jedním z požadavků bylo, že veškerý materiál v paláci musel pocházet z Rumunska. Kvůli mramoru byly srovnány se zemí dvě hory. V letech 1984–1989, kdy rumunský lid bojoval o přežití s omezeným vytápěním a skromnými příděly potravin, spotřebovala stavba 30 % rumunského státního rozpočtu. Po Ceaușescově smrti byla výstavba zastavena a pro palác se hledalo využití. Po čtyřech letech se Dům lidu přejmenoval na Parlamentní palác a v roce 1994 se práce na stavbě obnovily. V následujících letech v něm bylo otevřeno mezinárodní konferenční centrum, přestěhovala se sem dolní i horní komora parlamentu, nové muzeum současného umění, rumunský ústavní soud a Centrum pro vymáhání práva v jihovýchodní Evropě. V roce 2002 bylo rozhodnuto o přístavbě skleněné kopule uprostřed budovy ve stylu Říšského sněmu a Anca Petrescu se vrátila, aby na práci dohlédla.

### Po roce 1989
Po změně režimu se Petrescu stala vyvrhelem ve společnosti, v roce 1990 vedla skupina architektů kampaň za její postavení před soud za zneužití národního majetku a byla dokonce obviněna z genocidy. Všechna obvinění odmítla a k žádnému procesu nedošlo. Byla však ostrakizována ve své profesi, dostávala výhrůžky smrtí a její dům vyhořel. Ještě téhož roku odjela do Paříže, podle svého tvrzení na pozvání prezidenta Mitterranda, a získala zakázky na stavbu hotelů pro Club Med na Floridě a na Bahamách.
V roce 2004 vstoupila do politiky. Kandidovala za nacionalistickou Stranu velkého Rumunska (Partidul România Mare, PRM) v okrese Mehedinți a do roku 2008 byla poslankyní rumunského parlamentu.
Petrescu byla vdaná a měla dvě děti. Dne 5. srpna 2013 měla u Izvina vážnou autonehodu. V září upadla do kómatu, ze kterého se už neprobrala, a o měsíc později, 30. října 2013, zemřela na klinice Spitalul de Urgențǎ Floreasca v Bukurešti.  